# Cavolo trunzu di Aci
Il cavolo trunzu di Aci è una varietà autoctona di cavolo rapa, coltivato nel territorio di Acireale e nelle zone limitrofe alle pendici dell'Etna.

## Origini del nome
Il nome deriva dall'appellativo attribuito dai catanesi agli acitani, nel suo significato di "testa di rapa".

## Caratteristiche
Rispetto al cavolo-rapa comune, quello acese si distingue per le dimensioni contenute, le foglie larghe e i lunghi gambi. La parte edibile presenta striature violacee, dovute alle particolari caratteristiche del terreno lavico su cui cresce. Viene coltivato in due periodi dell'anno: fra maggio e giugno e fra ottobre e novembre.

## Usi in cucina
Il cavolo trunzu si può consumare interamente, dal cuore alle foglie, sia cotto che crudo. Viene perlopiù consumato in insalata oppure come contorno per un secondo piatto.

## Tutela
Dal 2012, il cavolo trunzu di Aci è diventato Presidio Slow Food. È inoltre stato inserito nella lista dei prodotti agroalimentari tradizionali siciliani.